# Вільям Скорсбі Раутледж
Ві́льям Ско́рсбі Ра́утледж (англ. William Scoresby Routledge; 1859—1939) — британський етнограф, антрополог і мандрівник; член  Королівського Географічного товариства (FRGS); разом з дружиною Кетрін Раутледж він здійснив перші фундаментальні дослідження народів кікую (Східна Африка) та рапануйців острова Пасхи.

## Молоді роки
Вільям був першою дитиною Вільяма Раутледжа та Енн-Софії Твайкросс, які познайомилися та одружилися в Мельбурні. Його назвали на честь британського дослідника Арктики та китобійника доктора Вільяма Скорсбі, друга родини. Скорсбі провів свої перші роки у «Воклюзі» в Річмонді, штат Вікторія, перш ніж повернутися до Англії близько 1867 року зі своїми батьками та трьома молодшими сестрами після смерті свого дядька, батькового брата, й одночасно бізнес-партнера. Відтоді його родина оселилась на Аппертон-роуд, 3, Істборн, Сассекс.
Вільям був двоюрідним братом британського сейсмографа Джона Мілна (1850–1913), який працював у Японії під час реставрації Мейдзі.
Його родина по батьківській лінії мала коріння в Новій Шотландії, де його прадід, суддя Томас Чендлер Халібертон, був членом парламенту та автором важливої праці з історії регіону: «Історичний і статистичний звіт Нової Шотландії», 2 томи якої побачили світ у 1830 році.

## Освіта
Після закінчення в 1882 році магістратури Крайст-Черч Оксфордського університету Раутледж вивчав медицину в лікарні Університетського коледжу в Лондоні. У 1883 році він отримав стипендію з фізіології. Він також був обраний членом Королівського географічного товариства, а в 1888 році отримав премію Еріхсена за практичну хірургію. Але так і не закінчив медичну освіту.
Пізніше він був обраний до інших клубів і товариств, а саме до Королівського роз'їзного товариства антикварів, Геологічного товариства, Королівського антропологічного інституту та став дійсним членом Королівського географічного товариства (1900). В останньому зберігається архів дослідника: колекція з восьми ящиків переважно неопублікованих польових нотаток, ескізів, карт і фотографій Раутледжів.
У 1906 році Скорсбі Раутледж одружився з однокурсницею по Оксфордському університету, Кетрін Піз, і відтоді започаткувалась яскрава, хоча й нелегка співпраця, яка тривала 20 років і якій завдячуємо масив наукових матеріалів, що здебільшого не втратили своєї наукової цінності дотепер.
Як етнограф і антрополог Скорсбі Раутледж провів своє життя, відвідуючи та документуючи примітивні культури, які змінювалися та зникали на початку ХХ століття. Обидва Раутледжі зробили це дуже оперативно і скрупульозно, й це доводить, що вони були свідомі того, як швидко історія цих культур буде втрачена назавжди, оскільки віяння глобалізації діставалися туди, куди проникали західні ідеї, навіть в ізольовані раніше райони, завдяки появі нових засобів транспортування і комунікацій.

## Мікмаки з Ньюфаундленду
Як антрополог С. Раутледж спершу відзначився працею серед мікмаків (мік-маків) Ньюфаундленду. У 1915 році в газеті «Таймс» зазначено, що Скорсбі Раутледж жив у сім’ї Мік-Маків у центральному Ньюфаундленді, де він навчився мисливства та різьблення по дереву. Пізніше вчений згадував у книзі, яку він написав разом зі своєю дружиною Кетрін про кікую, й про чотиримісячну мисливську експедицію на бобрів з мікмаками в лісових хащах Ньюфаундленду.

## Кікуйю Східної Африки
У 1902 році Скорсбі Раутледж відвідав плем'я кікую в Кенії, у колишній Британській Східній Африці. Він організував постійний табір у Форт-Холлі, який на тоді був віддаленою територією за 60 миль на північний схід від Найробі. Табір включав і кам'яну будівлю для фотографування. Інформацію про місцеві звичаї дослідник збирав під час своїх подорожей по країні кікуйю (Кікуйюленду) з представниками цієї громади та вечорами, коли до великого багаття перед його наметом сходилося багато місцевих. Під час цієї експедиції він зібрав 36 артефактів, які подарував Британському музею.
У 1906 році під час поїздки до Неаполя, щоб оглянути руїни Помпеї, він зустрів оксфордську вчену Кетрін Піз, і незабаром після цього вони побралися.
Кетрін і Скорсбі повернулися до Африки разом ще на 2 роки і в 1910 році спільно опублікували книгу під назвою With a prehistoric people, the Akikuyu of British East Africa  («З доісторичним народом акікуйю Британської Східної Африки»). Подружжя Раутледжів розглянуло різні аспекти культури народу з розділами про соціальне та політичне життя (де Кетрін сфокусувалася на становищі жінок), одяг, землю та землеробство, тваринництво, їжу і кулінарію та війну. Також учені описали мистецтво та ремесла, такі як будівництво хатин, розпалювання вогню, музику та виготовлення кераміки. У книзі є й розділи про релігію та фольклор, що містять записи вірувань і казок кікуйю. Численні фотографії та ілюстрації назавжди зафіксували народ кікуйю та його звичаї. Кілька ключових представників племені кікуйю були визначенні як цінні інформанти для цього дослідження. Рутледжі збирали артефакти кікуйю, включаючи сагайдаки, стріли та іншу зброю, кераміку, інструменти та прикраси для тіла, які згодом були передані Британському музею та музею Пітта Ріверса в Оксфорді.
Огляд Скорсбі Раутледжа їхньої, з дружиною, діяльності в Східній Африці в передмові завершувався спостереженням, що вивчення кікуйю може запропонувати британцям розуміння та живу реальність їхніх сакських предків, чиї кургани тоді досліджували в Англії.

## Острів Пасхи (Рапа Нуї)

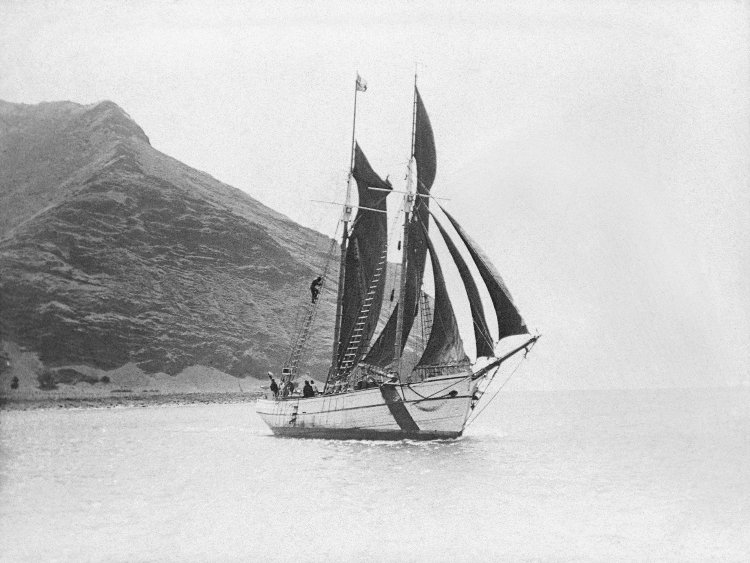
Мана на острові Пасхи, 1914 рік.

За пропозицією Британського музею Раутледжі вирушили в експедицію (1914–1915) до острова Пасхи на своїй яхті Mana або «Great Spirit», 90-футовій шхуні. Вони почали плавання, яке тривало понад рік, з Фалмута, й перетнули половину земної кулі.
На шляху до Тихого океану вони проминули Патагонську протоку в Південній Америці, збираючи артефакти, які зараз зберігаються в музеї Пітт-Ріверс.
Раутледжі прибули на острів Пасхи в 1914 році. За подорож «Мани», яка зрештою подолала 100 000 миль під вітрилами, Скорсбі Раутледж був нагороджений Кубком Виклику Королівського круїзного клубу, який не вручався починаючи від 1876 року. У той час інтерес громадськості до гігантських статуй острова, моаї, зростав, і британські ЗМІ уважно стежили за їхньою мандрівкою. У 1914 році ще було невідомо, як статуї почали домінувати на пустельному ландшафті ізольованого тихоокеанського острова, який розташований на відстані понад 3,5 тис. км на захід від Чилі загальною площею 164 км.
«Таймс» за 1915 рік опублікувала повідомлення, в якому описувалося повернення Раутледжів до Англії з острова Пасхи на «Мані». У статті йшлося, що під час плавання на борту яхти перебували 23 людини. Скорсбі та Кетрін були першими кваліфікованими вченими, які провели археологічне дослідження острова. Вчасний візит Раутледжів на острів Пасхи зберіг культурну та історичну інформацію, яка напевно була би втрачена. Матеріальні докази їхньої експедиції можна побачити у вигляді артефактів, паперів та фотографій.

## Полінезія
Пізніше Кетрін і Скорсбі поїхали на Мангареву та у Східну Полінезію (1921-1923 роки), але свою працю так і не опублікували. Вони прагнули визначити походження рапануйців до того, як туди прибудуть місіонери, і інформація, легенди та традиції будуть втрачені. Прикладом їхньої роботи є словникові картки, які зберігає Королівське географічне товариство, і велика модель каное з балансирами з Мангареви, яка виставлена на першому поверсі музею Пітта Ріверса.

## Ямайка
У 1920 році Скорсбі вирушив в експедицію, щоби перетнути гори Джона Кроу на Ямайці, про що свідчить неопублікована кореспонденція з архіву Королівського географічного товариства. У короткому звіті, який учений подав газеті «Таймс» після свого повернення, він описав важкодоступну вічно вологу вапнякову місцевість з вузькими скелястими проходами та пишною рослинністю, яка утруднювала просування такою мірою, що середня швидкість подорожі становила чверть милі на день. Він також відчував, що якби рідкісна посуха не покращила умови, він не заручився би допомогою місцевих жителів. Експедиція завершилася до закінчення посухи 20 квітня. Раутледж перетнув хребет від Ріо-Гранде на схід у супроводі партії маронів і спортсмена, який відвідував Ямайку, доктора Кемпбелла.

## Останні роки
Скорсбі та Кетрін розлучилися в австралійському Сіднеї в 1923 році, хоча протягом кількох років вони періодично жили разом як у Лондоні, так і в «Іверсі», їхньому будинку в Берследоні, Гемпшир. Остаточно вони розсталися у 1928 році, коли шизофренія Кетрін призвела до того, що її помістили в лікарню, бо іншого вирішення проблеми не існувало.

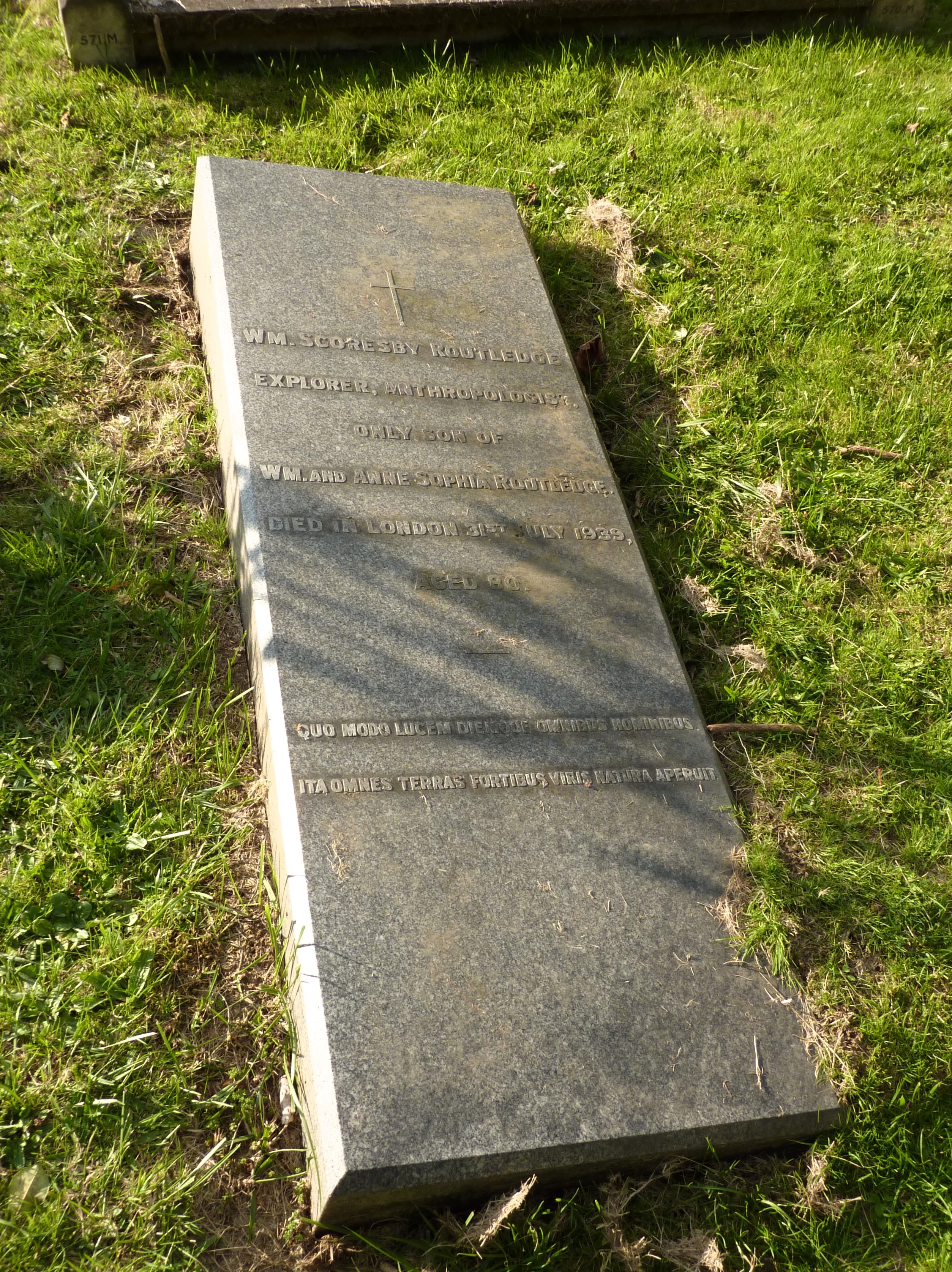
Могила Скорсбі на кладовищі Патні-Вейл, Лондон, 2014 рік

Скорсбі зберіг стільки праць Кетрін, скільки вдалося віднайти, подарувавши їх Британському музею та Музею Пітта Ріверса в Оксфорді.
Скорсбі провів свої останні дні на Кіпрі, живучи на віллі в Кіренії. Його архів віднайшла дочка друга на острові, і його теж відправили до великої колекції, яка вже зберігалась у Королівському географічному товаристві.
Скорсбі помер у Лондоні, де його поховали на кладовищі Патні-Вейл.
Інше, останнє досьє паперів Вільяма Скорсбі Раутледжа та його дружини Кетрін Раутледж успадкував його родич в Англії Джон Чарльз Дандес Гарінгтон (1903-1980), британський суддя та адвокат. Цей великий архів складався із щоденників, польових нотаток, оригінальних ілюстрацій, фотографій та артефактів, серед інших матеріалів, пов'язаних із їхніми численними експедиціями, зокрема до Кенії та Полінезії. Архів був проданий і розпорошений на серії аукціонів між 2017 і 2021 роками; його частина тепер у колекції Джека Доултона в Каліфорнії.

## Біографія
У 2003 році Джо Енн Ван Тілбург з Каліфорнійського університету в Лос-Анджелесі, американська вчена-археолог, добре відома своїми дослідженнями Рапа-Нуї, написала біографію Кетрін Рутледж, яка має назву Among Stone Giants: the Life of Katherine Routledge and Her Remarkable Expedition to Easter Island («Серед кам'яних велетнів: життя Кетрін Раутледж та її визначна експедиція на острів Пасхи»). Хоча книга оригінально потрактовувала характер Скорсбі, в цілому вона базувалася на фактах і великій кількості досліджень.